# Brachanthemum
 Brachanthemum  DC., 1838 è un genere di piante angiosperme dicotiledoni della famiglia delle Asteraceae, sottofamiglia Asteroideae, tribù Anthemideae (Asian-southern African grade) e sottotribù Artemisiinae.

## Etimologia
Il nome del genere deriva da due parole greche "brachy-" (= uguale a breve) e "anthos" (= fiore).
Il nome scientifico del genere è stato definito dal botanico Augustin Pyramus de Candolle (1778-1841) nella pubblicazione " Prodromus Systematis Naturalis Regni Vegetabilis ... (DC.)" (  Prodr. [A. P. de Candolle] 6: 44) del 1838.

## Descrizione
Portamento. Le specie di questa genere sono dei piccoli subarbusti. L'indumento consiste in brevi peli ghiandolari (medifissi o basifissi - secondo il tipo di attaccatura) o anche di altro tipo (stellato o tomentoso).
Fusto. La parte aerea in genere è eretta, semplice o ramosa, più o meno procombente; quella basale è forte e legnosa.
Foglie. Le foglie lungo il caule sono disposte in modo alterno (o subopposto) con lamine poco lobate.
Infiorescenza. Le sinflorescenze sono formate da capolini o solitari o raccolti in modo corimboso lasso. Le infiorescenze vere e proprie sono composte da un capolino terminale peduncolato di tipo radiato (raramente discoide) eterogamo (raramente omogamo). I capolini sono formati da un involucro, con forme da emisferiche a cilindriche (7 mm di diametro), composto da diverse brattee, al cui interno un ricettacolo fa da base ai fiori di due tipi: fiori del raggio e fiori del disco. Le brattee, piatte e a consistenza erbacea rigida, sono disposte in modo più o meno embricato su più serie (da 4 a 5). Il ricettacolo, piano-convesso o conico, glabro o peloso, è sprovvisto di pagliette avvolgenti la base dei fiori. Le brattee al margine a volte sono scariose e colorate di bruno forte o pallido.
Fiori.  I fiori sono tetra-ciclici (formati cioè da 4 verticilli: calice – corolla – androceo – gineceo) e pentameri (calice e corolla formati da 5 elementi). Si distinguono in:
- fiori del raggio (esterni): sono da 1 - 10 per capolino (raramente sono assenti), sono femminili e sono disposti su una serie; la forma è ligulata (zigomorfa);
- fiori del disco (centrali): sono più numerosi con forme brevemente tubulose (attinomorfe); sono ermafroditi fertili.

- Formula fiorale:

*/x K {\displaystyle \infty }, [C (5), A (5)], G 2 (infero), achenio
- Calice: i sepali del calice sono ridotti ad una coroncina di squame.

- Corolla:

- fiori del raggio: la forma della corolla alla base è più o meno tubulosa-imbutiforme, mentre all'apice è ligulata con un lembo lungo 8 mm ampiamente ellittico; il colore è giallo o bianco;
- fiori del disco: la forma è tubulare bruscamente divaricata in 5 lobi; i lobi, patenti o eretti, hanno una forma deltata o più o meno lanceolata; il colore in genere è giallo.

- Androceo: l'androceo è formato da 5 stami (alternati ai lobi della corolla) sorretti da filamenti generalmente liberi e sottili; gli stami sono connati e formano un manicotto circondante lo stilo. Le antere possono essere sia di tipo basifissa che medifissa (ossia attaccate al filamento per la base – nel primo caso; oppure in un punto intermedio – nel secondo caso).[14] Questa caratteristica ha valore tassonomico in quanto distingue i generi gli uni dagli altri. Normalmente le basi delle antere sono ottuse con appendici lanceolate. Il tessuto endoteciale (rivestimento interno dell'antera) non è polarizzato. Il polline è sferico con un diametro medio di circa 25 micron;  è tricolporato (con tre aperture sia di tipo a fessura che tipo isodiametrica o poro) ed è più o meno echinato (con punte sporgenti).

- Gineceo: l'ovario è infero uniloculare formato da 2 carpelli. Lo stilo (il recettore del polline) è profondamente bifido (con due stigmi divergenti) e con le linee stigmatiche marginali separate o contigue. I due bracci dello stilo hanno una forma lineare troncata e possono essere papillosi o ricoperti da ciuffi di peli.

Frutti. I frutti sono degli acheni senza pappo. Gli acheni hanno delle forme obovoidi con superficie liscia e 5 - 7 coste o striature longitudinali; l'apice in genere è arrotondato. Il pericarpo può possedere delle cellule mucillaginifere, mentre le sacche di resina sono assenti.

## Biologia
Impollinazione: l'impollinazione avviene tramite insetti (impollinazione entomogama tramite farfalle diurne e notturne).

Riproduzione: la fecondazione avviene fondamentalmente tramite l'impollinazione dei fiori (vedi sopra).

Dispersione: i semi (gli acheni) cadendo a terra sono successivamente dispersi soprattutto da insetti tipo formiche (disseminazione mirmecoria). In questo tipo di piante avviene anche un altro tipo di dispersione: zoocoria. Infatti gli uncini delle brattee dell'involucro (se presenti) si agganciano ai peli degli animali di passaggio disperdendo così anche su lunghe distanze i semi della pianta. Inoltre per merito del pappo (se presente) il vento può trasportare i semi anche a distanza di alcuni chilometri (disseminazione anemocora).

## Distribuzione e habitat
Le specie di questo genere sono distribuite in Asia centrale.

## Sistematica
La famiglia di appartenenza di questa voce (Asteraceae o Compositae, nomen conservandum) probabilmente originaria del Sud America, è la più numerosa del mondo vegetale, comprende oltre 23.000 specie distribuite su 1.535 generi, oppure 22.750 specie e 1.530 generi secondo altre fonti (una delle checklist più aggiornata elenca fino a 1.679 generi). La famiglia attualmente (2021) è divisa in 16 sottofamiglie; la sottofamiglia Asteroideae è una di queste e rappresenta l'evoluzione più recente di tutta la famiglia.

### Filogenesi
Il gruppo di questa voce è descritto nella tribù Anthemideae, una delle 21 tribù della sottofamiglia Asteroideae). In base alle ultime ricerche nella tribù sono stati individuati (provvisoriamente) 4 principali lignaggi (o cladi): "Southern hemisphere grade", "Asian-southern African grade", "Eurasian grade" e "Mediterranean clade". Il genere  Brachanthemum (insieme alla sottotribù Artemisiinae) è incluso nel clade Asian-southern African grade..
Da un punto di vista filogenetico il genere  Brachanthemum occupa, nell'ambito della sottotribù, una posizione basale insieme ai generi Artemisiella , Hippolytia, Hulteniella, Lepidolopha, Leucanthemella  e Nipponanthemum ..
I caratteri distintivi del genere sono:
- la parte basale del fusto è forte e legnosa (e con foglie poco lobate);
- l'involucro ha delle forme da emisferiche a cilindriche (7 mm di diametro);
- i fiori del raggio sono 1 - 10 per capolino con un lembo lungo 8 mm ampiamente ellittico;
- gli acheni hanno delle forme obovoidi e pericarpo liscio.

Il numero cromosomico delle specie di questo genere è: 2n = 18.
In base all'"orologio molecolare" questo genere ha iniziato a divergere tra 3 e 2 milioni di anni fa insieme ai generi Kaschgaria e Sphaeromeria .

### Elenco delle specie
Questo genere ha 9 specie:
- Brachanthemum baranovii (Krasch. & Poljakov) Krasch.
- Brachanthemum fruticulosum  DC.
- Brachanthemum gobicum  Krasch.
- Brachanthemum kasakhorum  Krasch.
- Brachanthemum kirghisorum  Krasch.
- Brachanthemum mongolicum  Krasch.
- Brachanthemum mongolorum  Grubov
- Brachanthemum pulvinatum  (Hand.-Mazz.) C.Shih
- Brachanthemum titovii  Krasch.